# Basil Rathbone
Sir Basil Rathbone, KBE, MC, Kt, rojstno ime Philip St. John Basil Rathbone, angleški filmski, gledališki in televizijski igralec, * 13. junij 1892, Johannesburg, Južnoafriška republika, † 21. julij 1967, New York, New York, ZDA.
Rathbone je zaslovel s svojo upodobitvijo Sherlocka Holmesa v 14 filmih iz filmske serije Sherlock Holmes, ki je nastajala ob koncu 30. in na začetku 40. let. Poleg Rathbona se je s to filmsko serijo uveljavil še Nigel Bruce v vlogi dr. Watsona. Rathbone je poznan tudi po vlogi barona Wolfa von Frankensteina in različnih vlogah ljubeznivih negativcev iz filmov Captain Blood, The Adventures of Robin Hood, Dvorni norček in The Mark of Zorro.

## Zgodnje življenje
Basil Rathbone se je rodil v Johannesburgu, Južnoafriška republika, angleškim staršem Edgarju Philipu Rathbonu, rudarskemu inženirju in potomcu liverpoolske ladjarske rodbine Rathbone, in violinistki Anni Barbari Rathbone, rojeni George. Imel je sestro Beatrice in brata Johna, oba sta bila mlajša od njega. Ob koncu 1890. let so buri njegovega očeta obtožili, da je britanski vohun. To se je zgodilo tik pred izbruhom druge burske vojne in družini ni preostalo drugega, kot da zbeži v Anglijo. Basil je bil tedaj star tri leta.
Obiskoval je šolo Repton School in se zaposlil pri zavarovalniškem podjetju Liverpool and Globe Insurance Companies. Leta 1916 se je za preostanek vojne javil v vojsko in se pridružil londonskemu škotskemu regimentu. Skupaj z njim so se bojevali še nekateri sodobniki, ki so se kasneje podobno kot on uveljavili v igralskem poslu. Ti so bili Claude Rains, Herbert Marshall in Ronald Colman. Kasneje so ga premestili v 2. bataljon Liverpool Scottish, do tedaj je že napredoval do čina poročnika. Odtlej je deloval na obveščevalni ravni in se ni več udejstvoval na bojnem polju.
Že med vojno je Rathbone prikazal svojo naravno nadarjenost za preobleko (to veščino je kasneje uporabil tudi za svojo najslavnejšo vlogo - vlogo Sherlocka Holmesa). Nekoč je namreč prepričal poveljnike, da so mu dovolili, da izsledi položaje sovražnikov kar podnevi. Običajno so to počeli ponoči, saj je bila takrat tema, ki je dajala izvidnikom največ možnosti za preživetje. Izvidniško nalogo je uspešno opravil in izsledil sovražnika, ter se zahvaljujoč se svoji kamuflaži srečno vrnil nazaj v svoj tabor. Septembra 1918 so ga nagradili z vojaškim križcem. V vojni je sodeloval tudi njegov mlajši brat John, ki pa je izgubil življenje.

## Kariera

### Gledališki začetki
Rathbone se je na gledališkem odru prvič pojavil 22. aprila 1911, na odru gledališča Theatre Royal v Ipswichu. Debitiral je v vlogi Hortensia v Shakespearjevi igri Ukročena trmoglavka. Igro je režiral Henry Herbert, ob Rathbonu pa se je na odru pojavil še sir Frank Benson. Oktobra 1912 se je Rathbone odpravil v ZDA skupaj z Bensonovo gledališko skupino. Onkraj luže je nastopil v različnih vlogah, med drugim kot Paris v Romeu in Juliji, Fenton v Veselih ženah Windsorskih in Silvius v Kakor vam drago. Po vrnitvi v Anglijo se je najprej pojavil 9. julija 1914 v londonskem gledališču Savoy. Odigral je vlogo Fincha v igri The Sin of David.  Decembra istega leta se je nato na odrskih deskah gledališča Shaftesbury Theatre kot Dofen pojavil v Shakespearjevi igri Henrik V.. Leta 1915 je znova potoval po turnejah z Bensonom, decembra se je skupaj z njim pojavil še v londonskem gledališču Royal Court Theatre, Rathbonu je v igri Sen kresne noči pripadla vloga Lisandra.
Med poletnim festivalom leta 1919 je redno nastopal v Stratford-upon-Avonu. Skupaj z gledališko skupino New Shakespeare Company je prirejal različne igre in tudi sam igral različne vloge - pojavil se je v vlogah Romea, Kasija v Juliju Cezarju, Ferdinanda v Viharju in Florizela v Zimski pravljici. Oktobra 1919 je v vlogi Aide-de-Campa sodeloval pri predstavi Napoleon v londonskem gledališču Queen's Theatre, februarja 1920 pa je v Gledališču Savoy požel velike uspehe z naslovno vlogo predstave Peter Ibbetson.
V 20. letih se je redno pojavljal na angleškem odru, tako v Shakespearjevih kot v ostalih igrah. Pričel je potovati in se oktobra 1923 pojavil na odru gledališča Cort Theatre v  New Yorku. Leta 1925 je z gledališko skupino potoval po ZDA in maja nastopil v San Franciscu ter oktobra na odru gledališča Lyceum Theatre v New Yorku. Prav tako je še naprej nadaljeval s svojo gledališko kariero v Angliji in se konec leta 1934 znova vrnil v ZDA, kjer je nastopal skupaj s Katharine Cornell.

### Prve filmske vloge
Svojo filmsko kariero je otvoril leta 1925 v filmu The Masked Bride. Zatem se je pojavil v nekaj nemih filmih in odigral vlogo detektiva Phila Vanca v filmu The Bishop Murder Case iz leta 1930, ki so ga posneli po literarni predlogi S. S. Van Dina. Podobno kot George Sanders in Vincent Price si je tudi Rathbone ustvaril ime z različnimi vlogami ljubeznivih negativcev v filmih iz 30. let. Med takimi filmi so David Copperfield (1935) kot izkoriščevalski očim gospod Murdstone, Ana Karenina (1935) kot njen daljni mož Karenin, The Last Days of Pompeii (1935) kot Poncij Pilat, Captain Blood (1935), A Tale of Two Cities (1935) kot markiz St. Evremonde, The Adventures of Robin Hood (1938) kot sir Guy of Gisbourne - njegova najslavnejša vloga negativca, The Adventures of Marco Polo (1938) in The Mark of Zorro (1940) kot kapetan Esteban Pasquale. Pojavil se je tudi v nekaterih zgodnjih grozljivkah: Tower of London (1939) kot Rihard III. in Son of Frankenstein (1939) kot predani kirurg baron Wolf von Frankenstein, sin stvaritelja pošasti.
Rathbona so zelo občudovali zavoljo njegovih športnih sposobnosti, še posebej sabljaških. Nekoč je celo navedel sabljanje kot enega njemu najljubših načinov rekreacije. V filmu Captain Blood se je na plaži boril in izgubil proti Errolu Flynnu, nastopil je tudi v obsežnem bojnem prizoru iz filma The Adventures of Robin Hood. V omembe vredne sabljaške prizore se je zapletel še v filmih Tower of London, The Mark of Zorro in Dvorni norček (1956). Kljub svojim resničnim sabljaškim spretnostim pa je na filmskem ekranu dobil le en dvoboj, in sicer v filmu Romeo in Julija (1936). Za vlogi Tibalta iz filma Romeo in Julija (1936) in kralja Ludvika XI. iz filma If I Were King (1938) si je Rathbone prislužil dve nominaciji za oskarja za najboljšo moško stransko vlogo, ki pa ga obakrat ni osvojil. V filmu The Dawn Patrol (1938) se je pojavil v eni svojih redkih junaških vlog v 30. letih, upodobil je poveljnika eskadrilje Royal Flying Corps (RFC), ki ga pošiljanje izmučenih pilotov v gotovo smrt na francoskem nebu leta 1915 privede na rob živčnega zloma. Errol Flynn, Rathbonov večni sovražnik, je v filmu odigral vlogo njegovega naslednika na položaju, ko Rathbona povišajo na višji čin.
Po hollywoodski legendi naj bi bil Rathbone prva izbira v glavi Margaret Mitchell za vlogo Rhetta Butlerja v filmski priredbi romana V vrtincu. Ta legenda sicer ni povsem zanesljiva, saj je Mitchellova ob neki drugi priložnosti za vlogo izbrala Groucha Marxa, očitno v šali. Rathbone je sicer zaman aktivno lobiral za to vlogo. Vloga Rhetta Butlerja je naposled pripadla Clarku Gablu.
Kljub filmskim uspehom je Rathbone vselej vztrajal, da želi, da se ga ljudje spominjajo po njegovi gledališki karieri. Ob neki priložnosti je tudi izjavil, da je bil Romeo njegova najljubša gledališka vloga.

### Sherlock Holmes
Rathbona danes najbolje poznamo po zvezdniški vlogi Sherlocka Holmesa iz serije 14 filmov Sherlock Holmes, ki so jih posneli med letoma 1939 in 1946. V vseh filmih je ob Rathbonu v vlogi dr. Watsona nastopil Nigel Bruce. Prva dva filma iz serije, Baskervillski pes in Prigode Sherlocka Holmesa, so postavili v pozno viktorijansko dobo originalnih zgodb Arthurja Conana Doyla. Oba filma so ustvarili pri filmskem podjetju 20th Century Fox, medtem ko je vseh 12 kasnejših filmov iz serije nastalo pod okriljem podjetja Universal Studios. Tretji film iz serije Sherlock Holmes and the Voice of Terror (1942) so tako postavili v sodobno okolje, in v čas druge svetovne vojne. Nekateri izmed filmov pod okriljem Universal Studios imajo tako tudi zgodbe, vezane na drugo svetovno vojno, ali celo propagandna sporočila. Rathbone in Bruce sta filmske uspehe podkrepila še z radijsko serijo Nove prigode Sherlocka Holmesa, ki so jo oddajali med letoma 1939 in 1946.
Mnogi izmed filmov iz serije so bili pisani na kožo Rathbonu, zaradi česar se kasneje nikoli ni povsem znebil Holmesove sence. Proti koncu življenja je sicer to asociacijo tudi sam večkrat uporabil, na začetku 50. let se je denimo v televizijskem skeču ob Miltonu Berlu pojavil s tipičnim holmesovskim klobukom in invernesskim plaščem. V 60. letih so njegovo opravo Sherlocka Holmesa uporabili za vrsto televizijskih reklam za Getz Exterminators.
Rathbone je Holmesa tudi ponesel na gledališke odre, igro je napisala njegova žena Ouida. Thomas Gomez, ki se je kot nemški vohun predhodno pojavil že v filmu Sherlock Holmes and the Voice of Terror, je v igri odigral vlogo profesorja Moriartyja. Nigel Bruce je bil tedaj že prebolehen, da bi odigral Watsonovo vlogo, tako da ga je nadomestil Jack Raine. Brucova odsotnost je Rathbona potrla, še posebej ko je 8. oktobra 1953 med vajami izvedel za novico o Brucovi smrti. Predstava je naposled doživela le tri ponovitve.

### Kasnejša kariera
V 50. letih se je Rathbone izkazal še v dveh različicah njegovih prejšnjih vlog negativca - nastopil je v filmu Casanova's Big Night (1954) skupaj z Bobom Hopom in Joan Fontaine ter v filmu Dvorni norček skupaj z Dannyjem Kayem. Redno se je pojavljal tudi v televizijskih šovih in še naprej sodeloval pri različnih filmskih projektih, med drugim pri komediji Humphreyja Bogarta in Petra Ustinova Mi nismo angeli ter pri politični drami Johna Forda The Last Hurrah (1958).
Rathbone je bil tudi reden gost broadwayskega odra. Leta 1948 je osvojil tonyja za najboljšega glavnega igralca, nagrado mu je prinesla njegova upodobitev dr. Austina Sloperja v originalni produkciji predstave The Heiress, v kateri je vlogo njegove hčerke odigrala Wendy Hiller. Slavo je požel tudi za svojo igro v predstavi Archibalda Macleisha J.B.. Gre za moderno priredbo svetopisemske zgodbe o Jobu.
Skozi celotna 50. in 60. leta se je redno pojavljal v številnih televizijskih oddajah. Da bi podprl zapravljivost svoje druge žene je sprejel tudi vloge v filmih bistveno nižje kakovosti. Mednje sodijo filmi The Black Sleep (1956), Queen of Blood (1966), The Ghost in the Invisible Bikini (1966, v tem filmu se je o Rathbonu komik Harvey Lembeck pošalil: »Ta tip izgleda kot Sherlock Holmes«), Hillbillys in a Haunted House (1967, v njem je nastopil tudi Lon Chaney mlajši) in Rathbonov zadnji film, nizkoproračunska mehiška grozljivka z naslovom Autopsy of a Ghost (1968).
Znan je tudi kot pripovedovalec zgodb, med drugim so posneli njegovo interpretacijo pesmi Clementa Moora The Night Before Christmas, za snemalnike je prebiral tudi zgodbe in pesmi Edgarja Allana Poeja, ki so danes pod okriljem založbe Caedmon Audio na voljo v avdio CD zbirki The Edgar Allan Poe Audio Collection, na kateri je poleg njega Poejeva dela bral še Vincent Price. Ustvaril je še veliko različnih posnetkov, od dramatizirane različice Oliverja Twista, pravljice Sergeja Prokofjeva Peter in volk do dramatizirane različice Dickensove Božične pesmi.
Na televizijskih ekranih je nastopil v dveh glasbenih priredbah Dickensove Božične pesmi. Prvič je leta 1954 nasproti Scrooga oziroma Fredrica Marcha odigral Marleyjevega duha, drugič pa je leta 1956 v sklopu televizijske predstave z naslovom The Stingiest Man In Town nastopil kot pojoči Ebenezer Scrooge.
V 60. letih je potoval po turnejah, na katerih je nastopal v one-man predstavi In and Out of Character, kar je bil kasneje tudi naslov njegove avtobiografije. Med predstavo je deklamiral poezijo in Shakespearja ter podajal asociacije iz svojega življenja in kariere. Ena od takih asociacij se glasi: »Errola Flynna bi lahko ubil, kadar koli bi želel!« Za finiš je običajno deklamiral slavno pesem Vincenta Starretta 221B.
Vincent Price, Boris Karloff in Rathbone so se občasno skupaj pojavili na filmskih platnih platnu, leta 1939 v filmu Tower of London in leta 1964 v filmu The Comedy of Terrors. Film The Comedy of Terrors je tudi edini film, v katerem so družno nastopili vsi člani velike četverice (tudi Peter Lorre) grozljivk filmskega podjetja American International Pictures. Rathbone se je ob Pricu pojavil tudi v tretjem delu filma Rogerja Cormana Tales of Terror (1962), ki je dejansko kolaž predelanih zgodb iz Poejevega opusa. Rathbone se je v filmu pojavil v tretjem delu, priredbi zgodbe Dejstva v primeru M. Valdemarja.
Rathbone si je s svojim delom prislužil tri zvezde na Hollywoodski aleji slavnih, tista za filmske dosežke se nahaja na naslovu Hollywood Boulevard 6549, radijska zvezda stoji na naslovu Hollywood Boulevard 6300, televizijsko zvezdo pa najdemo na naslovu Hollywood Boulevard 6915.

## Zasebno življenje
Rathbone se je leta 1914 poročil z igralko Ethel Marion Foreman. Rodil se jima je sin Rodion Rathbone (1915–1996), ki si je pod imenom John Rodion prav tako napravil kratko hollywoodsko kariero. Ločila sta se leta 1926 in Rathbone se je nato zapletel z igralko Evo Le Gallienne, a njuna zveza ni trajala dolgo.  Leta 1927 se je tako poročil s pisateljico Ouido Bergère, s katero ni imel otrok, sta pa zato Rathbone in Bergerova posvojila eno hčerko, Cynthio Rathbone (1939–1969).
Ouida Bergère, ki je v času Rathbonove hollywoodske kariere delovala tudi kot njegova poslovna agentka, je postala znana po tem, da je na njunem domu prirejala drage zabave, katerih so se udeleževali mnogi slavni in vplivni gosti. To dejstvo so kot šalo vkomponirali tudi v film The Ghost Breakers (1940), v katerem Rathbone sicer ni nastopil. V času nevihte in grozovitega bliskanja v središču New Yorka namreč Bob Hope pripomni, da »Basil Rathbone verjetno prireja zabavo.«
Igralka Patrick Campbell je Rathbona nekoč opisala kot »dva profila, zlepljena skupaj.« 
Za razliko od nekaterih drugih sodobnikov, britanskih hollywoodskih in broadwayskih igralcev, se ni Rathbone nikoli odrekel britanskemu državljanstvu. Mnogi so namreč za potrebe svojih karier ali pa kar tako prevzeli ameriško državljanstvo. Rathbonova avtobiografija, naslovljena In and Out of Character, je izšla leta 1962.

## Nagrade
Rathbona je leta 1949 kralj Jurij VI. za njegove zasluge gledališču nagradil z viteštvom. Leta 1961 ga je kraljica Elizabeta II. nagradila še z redom britanskega imperija (KBE). Kljub temu je svoje titule Rathbone zelo redko uporabljal v družbi, še redkeje v službi.
Po nekaterih navedbah naj bi Rathbone leta 1935 zavrnil red britanskega imperija MBE, ki mu ga je za njegovo gledališko delo in vlogo v filmu Captain Blood želel podariti njegov velik občudovalec kralj Jurij V. Te legende sicer nikoli niso potrdili.

## Smrt
Umrl je v New Yorku za srčnim napadom. V času smrti, leta 1967, je bil star 75 let. Pokopali so ga na pokopališču Ferncliff Cemetery v Hawthornu, New York.

## Filmografija
| Leto | Film                                    | Vloga                                                      |
| ---- | --------------------------------------- | ---------------------------------------------------------- |
| 1921 | Innocent                                | Amadis de Jocelyn                                          |
| 1921 | The Fruitful Vine                       | Don Cesare Carelli                                         |
| 1923 | The School for Scandal                  | Joseph Surface                                             |
| 1923 | The Loves of Mary, Queen of Scots       | nedoločljiva pomožna vloga                                 |
| 1924 | Trouping with Ellen                     | Tony Winterslip                                            |
| 1925 | The Masked Bride                        | Antoine                                                    |
| 1926 | The Great Deception                     | Rizzio                                                     |
| 1929 | The Last Mrs. Cheyney                   | lord Arthur Dilling                                        |
| 1930 | The Bishop Murder Case                  | Philo Vance                                                |
| 1930 | This Mad World                          | Paul Parisot                                               |
| 1930 | A Notourious Affair                     | Paul Gherardi                                              |
| 1930 | The Flirting Widow                      | polkovnik John »Johnny« Vaughn-Smith                       |
| 1930 | The Lady of Scandal                     | Edward, vojvoda Warrington                                 |
| 1930 | The Lady Surrenders                     | Carl Vandry                                                |
| 1930 | Sin Takes a Holiday                     | Reginald »Reggie« Durant                                   |
| 1932 | A Woman Commands                        | Capt. Alex Pastitsch                                       |
| 1932 | After the Ball                          | Jack Harrowby                                              |
| 1933 | One Precious Year                       | Derek Nagel                                                |
| 1933 | Loyalties                               | Ferdinand de Levis                                         |
| 1935 | David Copperfield                       | Edward Murdstone                                           |
| 1935 | Ana Karenina                            | Karenin                                                    |
| 1935 | The Last Days of Pompeii                | Poncij Pilat                                               |
| 1935 | A Feather in Her Hat                    | Captain Randolph Courtney                                  |
| 1935 | Kind Lady                               | Henry Abbott                                               |
| 1935 | Captain Blood                           | Levasseur                                                  |
| 1935 | A Tale of Two Cities                    | markiz St. Evremonde                                       |
| 1936 | Private Number                          | Thomas Wroxton                                             |
| 1936 | Romeo in Julija                         | Tibalt - nečak Lady Capulet                                |
| 1936 | The Garden of Allah                     | grof Ferdinand Anteoni                                     |
| 1937 | Love from a Stranger                    | Gerald Lovell                                              |
| 1937 | Confession                              | Michael Michailow, aka Michael Koslov                      |
| 1937 | Make a Wish                             | Johnny Selden                                              |
| 1937 | Tovarich                                | komisar Dimitrij Goročenko                                 |
| 1938 | The Adventures of Marco Polo            | Ahmed                                                      |
| 1938 | The Adventures of Robin Hood            | sir Guy of Gisbourne                                       |
| 1938 | If I Were King                          | kralj Ludvik XI.                                           |
| 1938 | The Dawn Patrol                         | major Brand                                                |
| 1939 | Son of Frankenstein                     | baron Wolf von Frankenstein                                |
| 1939 | Baskervillski pes                       | Sherlock Holmes                                            |
| 1939 | The Sun Never Sets                      | Clive Randolph                                             |
| 1939 | Prigode Sherlocka Holmesa               | Sherlock Holmes                                            |
| 1939 | Rio                                     | Paul Reynard                                               |
| 1939 | Tower of London                         | Richard - vojvoda Gloucester                               |
| 1940 | Rhythm on the River                     | Oliver Courtney                                            |
| 1940 | The Mark of Zorro                       | kapetan Esteban Pasquale                                   |
| 1941 | The Mad Doctor                          | dr. George Sebastian                                       |
| 1941 | The Black Cat                           | Montague Hartley                                           |
| 1941 | International Lady                      | Reggie Oliver                                              |
| 1941 | Paris Calling                           | Andre Benoit                                               |
| 1942 | Fingers at the Window                   | Cesar Ferrari, alias Dr. H. Santelle                       |
| 1942 | Crossroads                              | Henri Sarrou                                               |
| 1942 | Sherlock Holmes and the Voice of Terror | Sherlock Holmes                                            |
| 1943 | Sherlock Holmes in skrivno orožje       | Sherlock Holmes                                            |
| 1943 | Sherlock Holmes in Washington           | Sherlock Holmes                                            |
| 1943 | Above Suspicion                         | Sig von Aschenhausen                                       |
| 1943 | Sherlock Holmes Faces Death             | Sherlock Holmes                                            |
| 1943 | Crazy House                             | Sherlock Holmes (zvočna vloga)                             |
| 1944 | The Spider Woman                        | Sherlock Holmes                                            |
| 1944 | Škrlatni krempelj                       | Sherlock Holmes                                            |
| 1944 | Bathing Beauty                          | George Adams                                               |
| 1944 | Biser smrti                             | Sherlock Holmes                                            |
| 1944 | Frenchman's Creek                       | lord Rockingham                                            |
| 1945 | The House of Fear                       | Sherlock Holmes                                            |
| 1945 | Dama v zelenem                          | Sherlock Holmes                                            |
| 1945 | Pursuit to Algiers                      | Sherlock Holmes                                            |
| 1946 | Terror by Night                         | Sherlock Holmes                                            |
| 1946 | Heartbeat                               | profesor Aristide                                          |
| 1946 | Dressed to Kill                         | Sherlock Holmes                                            |
| 1949 | The Adventures of Ichabod and Mr. Toad  | pripovedovalec (odlomek »The Wind in the Willows«)         |
| 1954 | Casanova's Big Night                    | Lucio / pripovedovalec                                     |
| 1955 | We're No Angels                         | Andre Trochard                                             |
| 1956 | Dvorni norček                           | sir Ravenhurst                                             |
| 1956 | The Black Sleep                         | sir Joel Cadman                                            |
| 1958 | The Last Hurrah                         | Norman Cass starejši                                       |
| 1961 | Mystic Prophecies and Nostradamus       | pripovedovalec                                             |
| 1961 | Čarobni meč                             | Lodac                                                      |
| 1962 | Ponzio Pilatto                          | Caiaphas                                                   |
| 1962 | Tales of Terror                         | Carmichael (zgodba »The Facts in the Case of M. Valdemar«) |
| 1962 | Two Before Zero                         | pripovedovalec                                             |
| 1964 | The Comedy of Terrors                   | John F. Black, Esq.                                        |
| 1965 | Voyage to the Prehistoric Planet        | profesor Hartman, Lunar 7                                  |
| 1966 | Queen of Blood                          | dr. Farraday                                               |
| 1966 | The Ghost in the Invisible Bikini       | Reginald Ripper                                            |
| 1967 | Hillbillys in a Haunted House           | Gregor                                                     |
| 1967 | Autopsia de un fantasma                 | Canuto Perez                                               |